# Eerste klasse 2011-12 (basketbal België)
Seizoen 2011-2012 van de Ethias League, de hoogste basketbalklasse in België, was de 65e editie en telde negen clubs en eindigde met play-offs in mei. De Ethias League 2011-12 startte in het weekend van 1 oktober.
De reeks bestond  dit jaar uit 9 ploegen, in plaats van 10, omdat de kampioen uit 2de nationale niet voldeed aan de nodige licentievoorwaarden. Ook een nieuw Limburgs project, Limburg Energy, voldeed niet aan de licentievoorwaarden. Dit jaar kon dus met andere woorden een team uit de tweede divisie naar de Ethias League promoveren, maar er kan niemand degraderen. 
Alle ploegen speelden vier keer tegen elkaar, 2 keer thuis, 2 keer op verplaatsing. In mei startte dan de eindronde, de zogenoemde play-offs, waar de zes hoogst geklasseerde ploegen onderling uitmaken wie kampioen wordt. Telenet Oostende werd kampioen.
Op het einde van het seizoen 2011/12 besloot [[Optima Gent]] vrijwillig een stap terug te zetten naar tweede divisie. Hierdoor waren er in het seizoen 2012/13 acht teams in de hoogste basketbaldivisie.

## Teams
De negen teams voor het seizoen 2011-12 zijn:
1. Gent Dragons
2. Telenet BC Oostende
3. Stella Artois Leuven Bears
4. Spirou Charleroi
5. Antwerp Giants
6. Belfius Mons-Hainaut
7. Belgacom Liège Basket
8. Generali Okapi Aalstar
9. VOO Verviers-Pepinster

## Eindklassement
Er wordt gewerkt met percentages, namelijke hoeveel matchen een team procentueel heeft gewonnen ten opzichte van het aantal matchen dat het team heeft gespeeld. In de eerste kolom zie je het aantal gewonnen en verloren matchen, in kolom twee het percentage gewonnen matchen.
Vet=geplaatst voor play-offs.
| 1. Telenet BC Oostende        | 23-9  | 71,9% |
| 2. Port of Antwerp Giants     | 23-9  | 71,9% |
| 3. Spirou Basket Charleroi    | 23-9  | 71,9% |
| 4. Generali Okapi Aalstar     | 18-14 | 56,3% |
| 5. Belfius Mons-Hainaut       | 15-17 | 46,9% |
| 6. Stella Artois Leuven Bears | 14-18 | 43,8% |
| 7. Gent Dragons               | 12-20 | 37,5% |
| 8. Belgacom Liège Basket      | 11-21 | 34,4% |
| 9. VOO Verviers-Pepinster     | 5-27  | 15,6% |

## Europees basketbal

### Wie speelt Europees in 2011-2012?
Vorig seizoen plaatsten volgende clubs zich voor de Europese competities van 2011-12:
- Voorrondes Euroleague: Spirou Basket Charleroi
- Voorrondes Eurocup: Dexia Mons-Hainaut en BC Telenet Oostende
- Eurochallenge: Generali Okapi Aalstar en Antwerp Giants